# Музей The Beatles
История Битлз (англ. The Beatles Story) — музей в Ливерпуле, посвящённый жизни и творчеству легендарной группы The Beatles. Музей размещён в подвальной части Альберт-дока, на территории исторических зданий Ливерпульского порта.

## Экспозиция
На входе в музей посетители могут получить аудиогид, в том числе на русском языке.
Переходя из комнаты в комнату, посетители наблюдают историю зарождения и расцвета группы Битлз. Каждая комната посвящена одному из периодов истории Битлз и её участников: рождение первой группы Джона Леннона Quarrymen, поездка Битлз в Гамбург, знакомство с Брайаном Эпстайном, выступления в клубе Cavern и так далее, вплоть до распада группы в 1970 году.

## Экспонаты
В музее собраны уникальные экспонаты: концертные костюмы и инструменты участников группы, фотографии, тексты песен, пластинки, воспоминания очевидцев и архивные видео. Отдельный стенд выделен для подарков, присланных российскими поклонниками группы.
На выходе из музея располагается магазин сувениров с символикой легендарной группы.

## Галерея

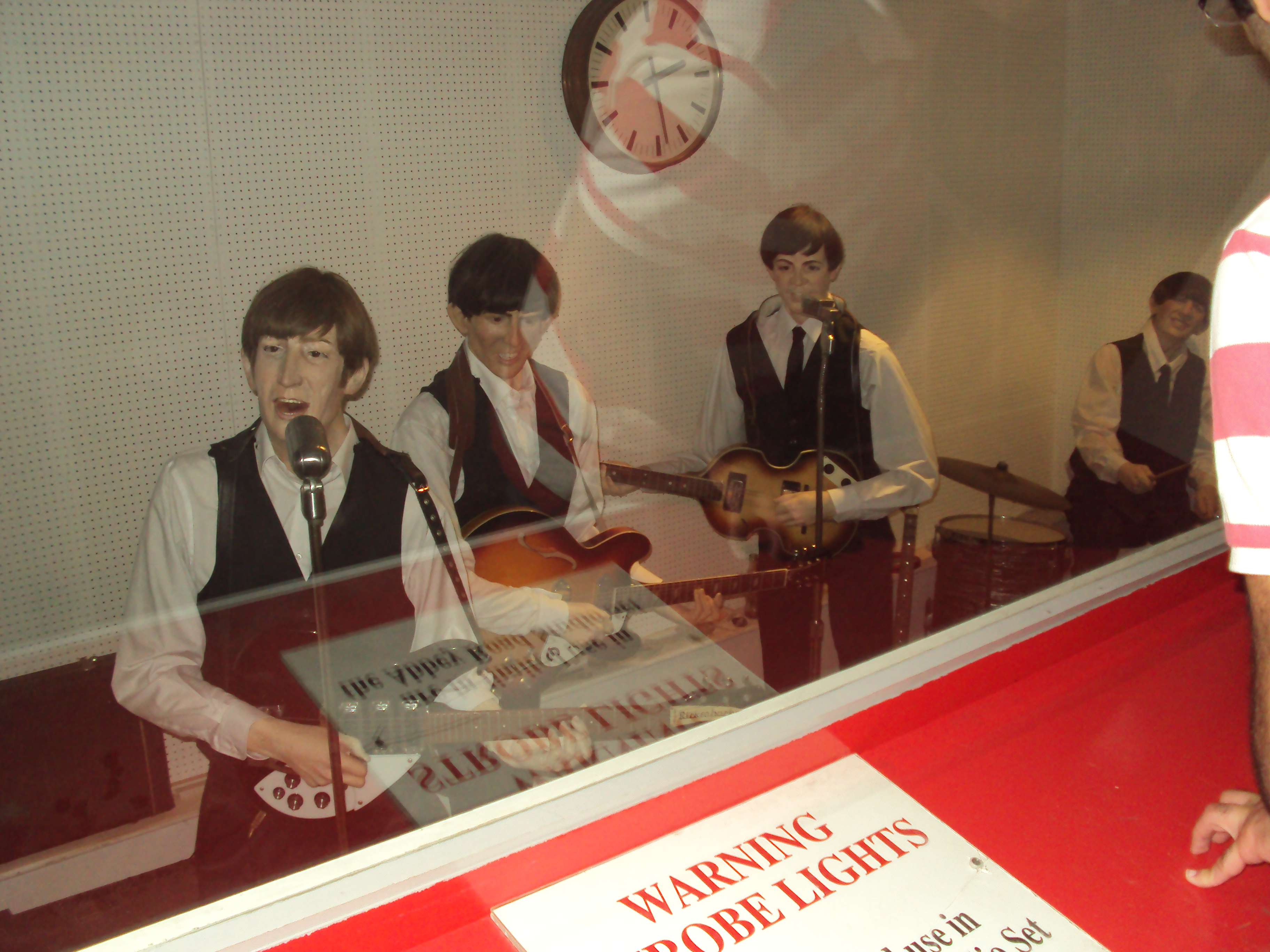
Восковые фигуры участников группы Битлз
Экспозиция фильма Magical Mistery Tour
Стенд, посвящённый Брайану Эпстайну и его роли в судьбе группы
Экспозиция, посвящённая песне Strawberry Fields Forever
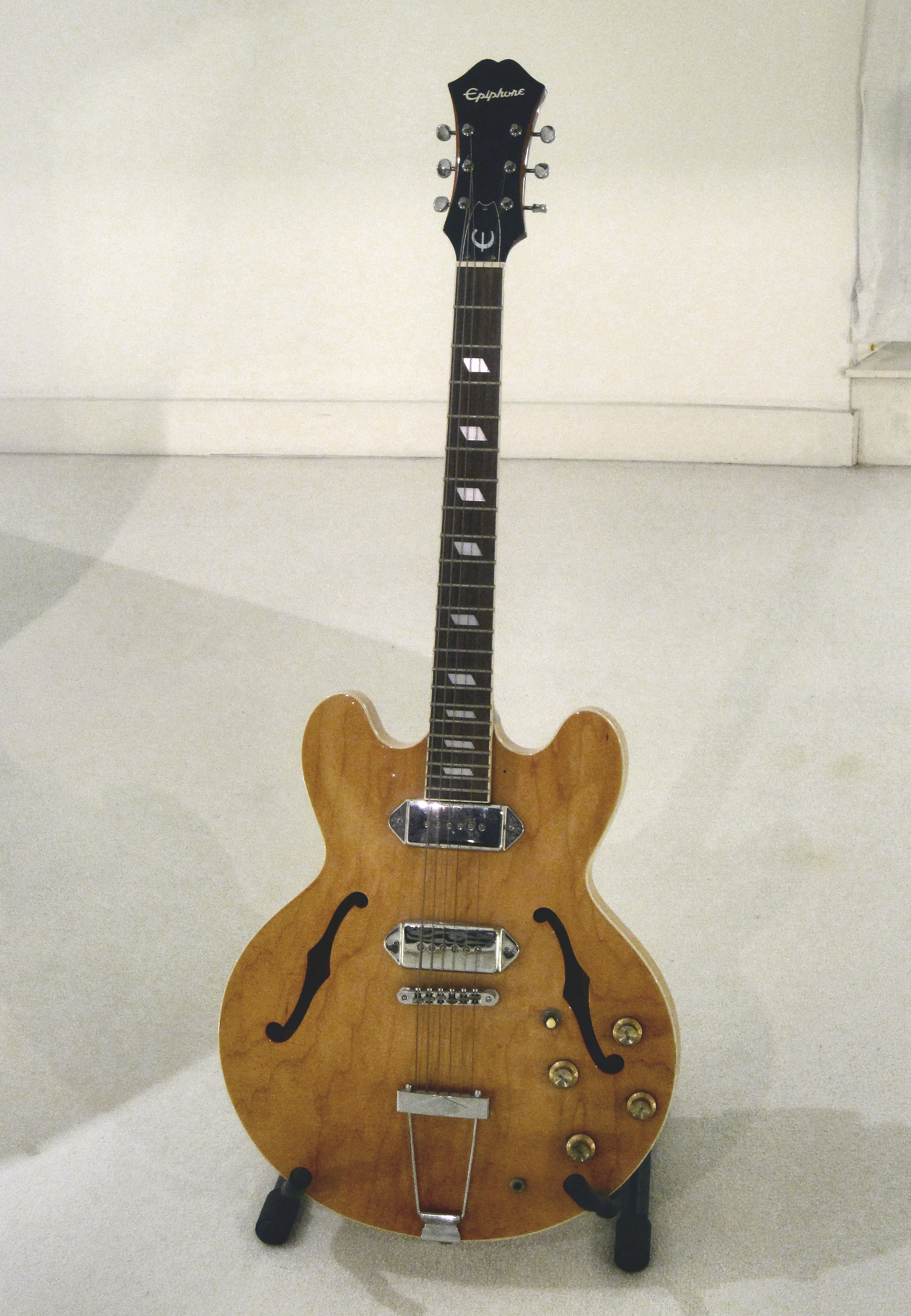
Гитара Джона Леннона
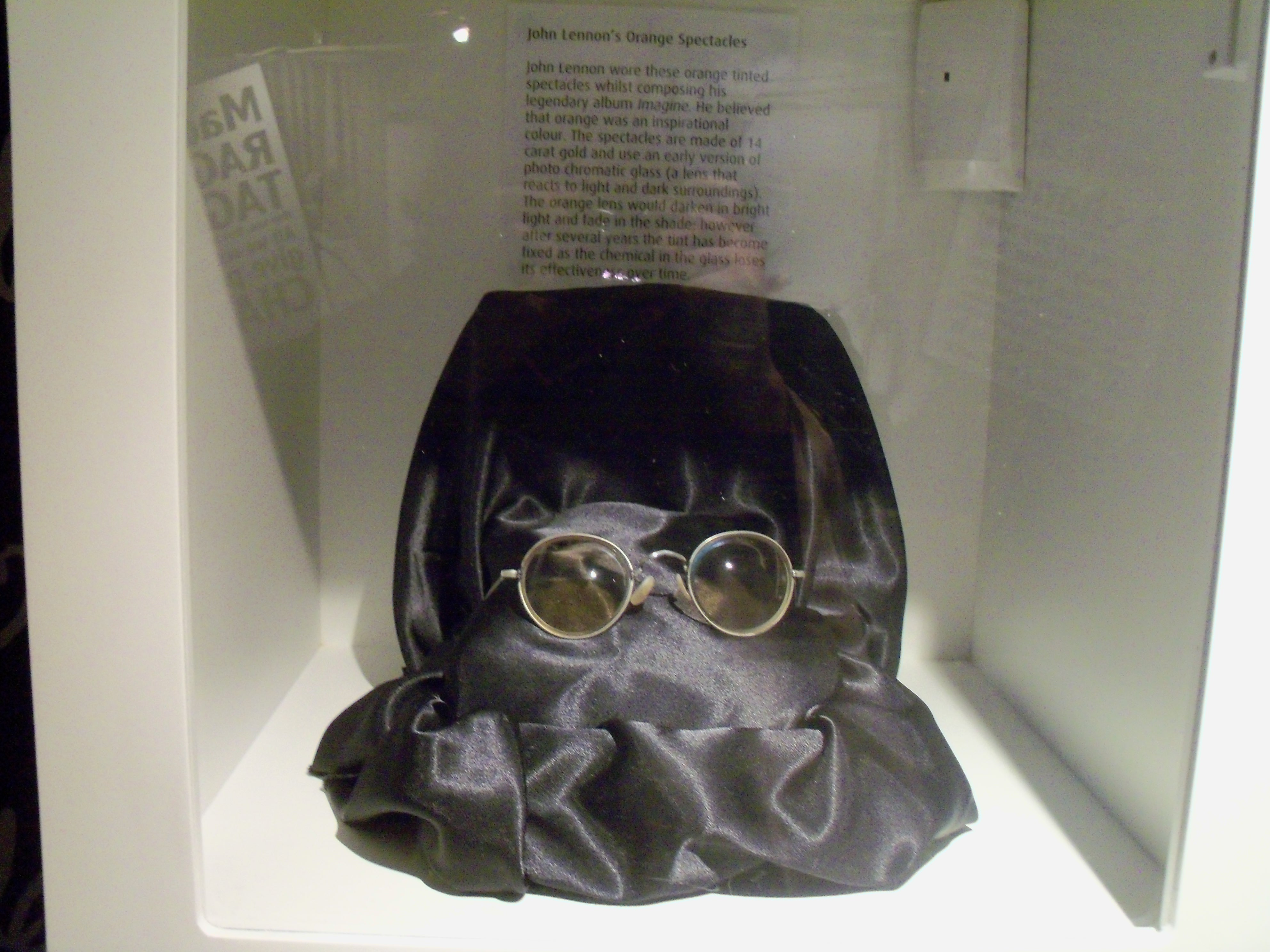
Оранжевые очки Джона Леннона
Экспозиция Sgt. Pepper's Lonely Hearts Club Band
Стенд с подарками, присланными русскими поклонниками The Beatles